# Ильинка (река, Сахалин)
Ильинка — река в России, на острове Сахалин. Длина реки — 60 км. Площадь водосборного бассейна — 351 км².
Начинается в берёзовом лесу на склоне горы Крестьянская. Течёт в общем южном направлении, лишь в низовьях поворачивая к западу. Долина в среднем течении занята лиственничным лесом. Впадает в Татарский пролив на территории посёлка Ильинский.
Протекает по территории Томаринского городского округа Сахалинской области.

## Крупные притоки
Объекты перечислены по порядку от устья к истоку.
- 1,6 км: Малая Ильинка
- 22 км: Депутатская
- 32 км: Свердловка
- 42 км: Повитуха

## Данные водного реестра
По данным государственного водного реестра России относится к Амурскому бассейновому округу.
Код объекта в государственном водном реестре — 20050000212118300007400.